# Gurgaon (district)
Gurgaon (sinds 2016 officieel Gurugram) is een district van de Indiase staat Haryana. Het district telt 1.657.669 inwoners (2001) en heeft een oppervlakte van 2760 km².

## Impressie

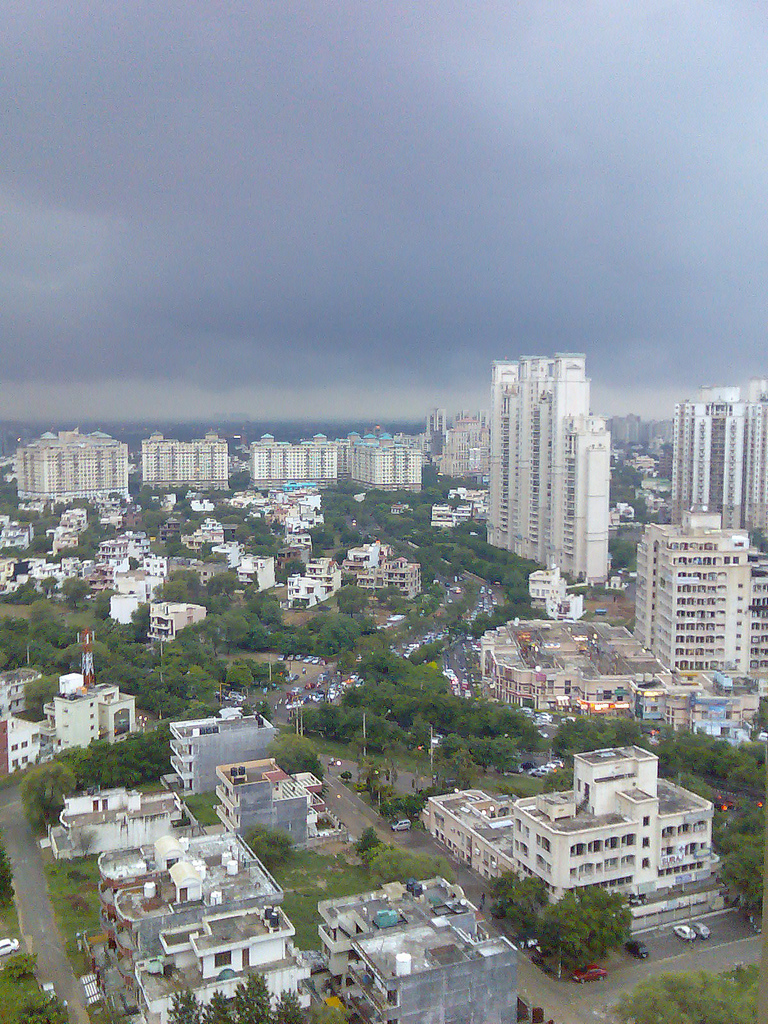
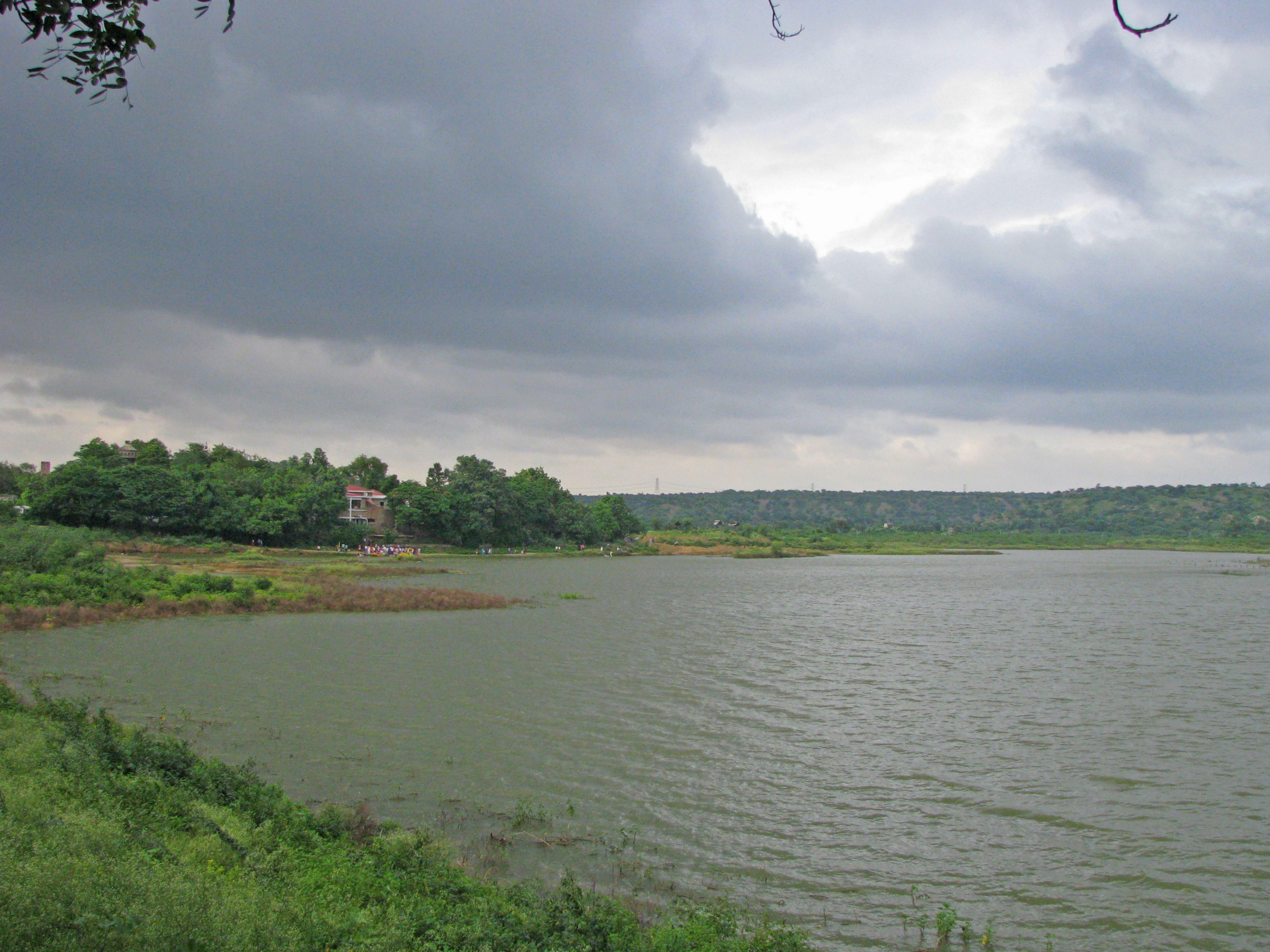
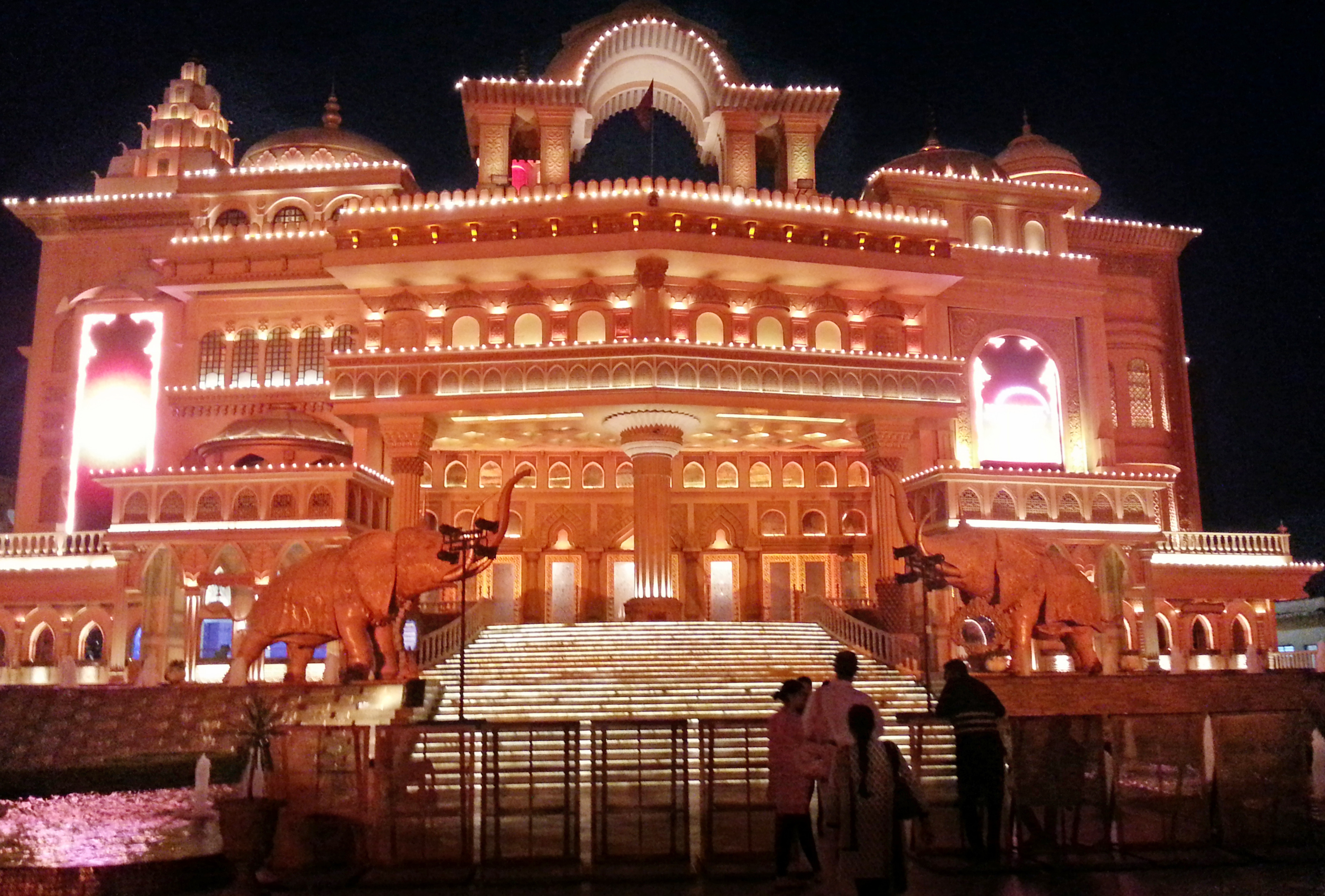

Ambala · Bhiwani · Charkhi Dadri · Faridabad · Fatehabad · Gurgaon · Hisar · Jhajjar · Jind · Kaithal · Karnal · Kurukshetra · Mahendragarh · Nuh · Palwal · Panchkula · Panipat · Rewari · Rohtak · Sirsa · Sonipat · Yamuna Nagar